# Yamaha DX7

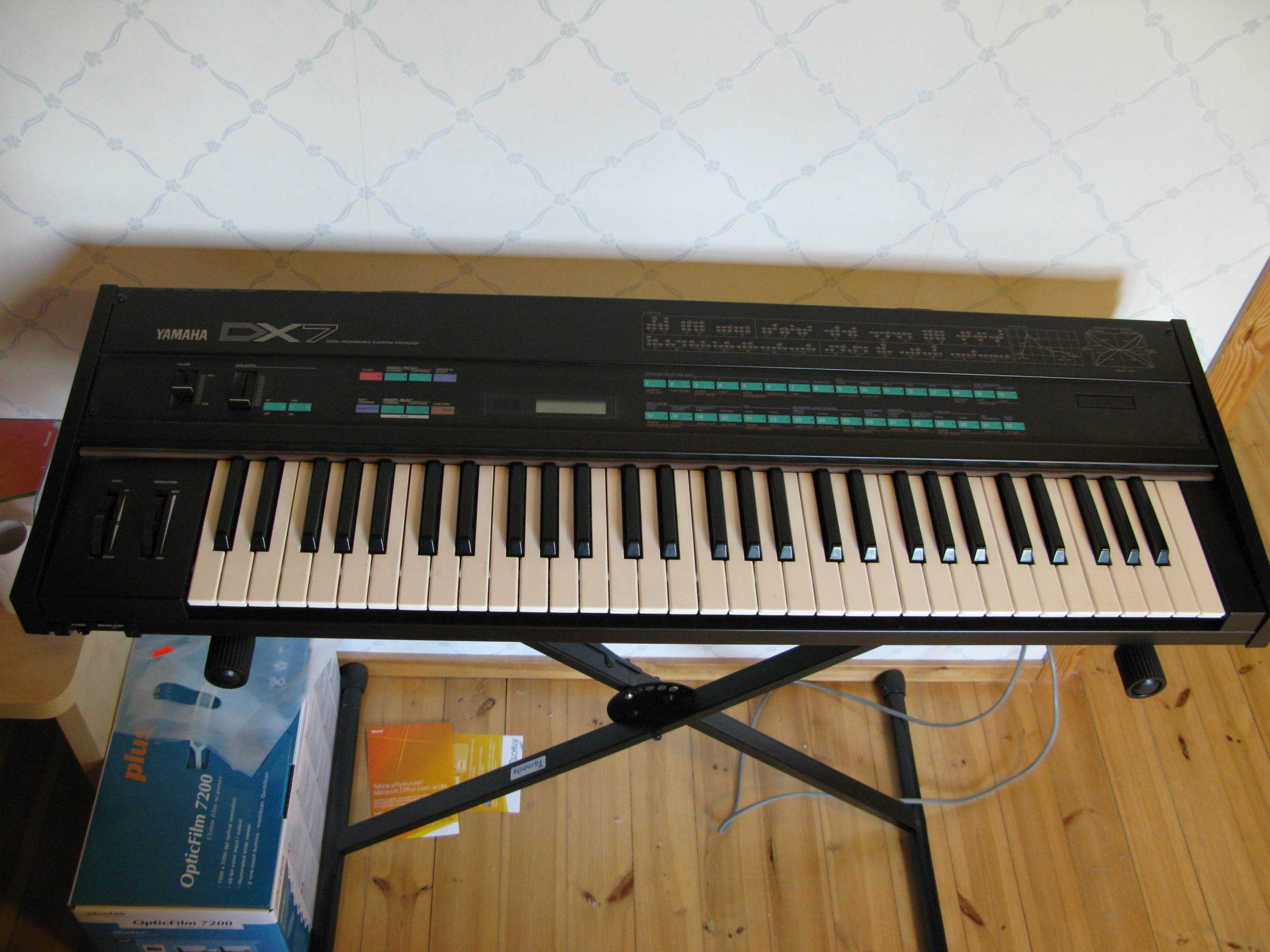
Prima versione del DX7

Il DX7 Yamaha è stata la prima tastiera musicale a controllo interamente digitale basata sulla Sintesi FM (in realtà una modulazione di fase e non di frequenza), concepita da John Chowning e commercializzata tra il 1983 ed il 1986, con una versione successiva nota come DX7II o DX7 mk II, dotata di floppy disk (nella versione FD), tra il 1987 ed il 1989. La versione compatta senza tastiera dello strumento è denominata TX7. 
La serie DX comprende anche altri modelli basati sulla stessa sintesi del DX7. Tra questi: DX5 (versione con tastiera a 76 tasti), DX1 (versione con tastiera a 73 tasti pesati), TX816 (strumento a rack componibile da 8 moduli, ciascuno con le potenzialità di un DX7), o TX802 (versione a rack diretta discendente del DX7 mk II). Nello stesso periodo vennero prodotti, sempre con lo stesso metodo di sintesi ma con solo 4 operatori FM invece di 6, anche strumenti più economici, quali il DX9, il DX11, il DX21 (con tastiera non dinamica), la V50 (con drum machine e sequencer incorporati) o il TX81Z (versione a rack).

## Struttura dello strumento
La Yamaha DX7 possiede:
- 6 oscillatori sinusoidali per ognuna delle 16 voci di polifonia (definiti operatori)
- 1 LFO generale sincronizzazabile via master clock MIDI
- 6 generatori d'inviluppo per voce
- sensibilità alla velocità ed aftertouch controllata da un microcontrollore 6305 aggiuntivo
- È possibile programmare la sensibilità alla velocità in modo lineare (come gli strumenti acustici) o logaritmico per essere più adatta alla sensibilità uditiva
- Piccolo display di 2 linee da 16 caratteri alfanumerici
- 2 rotelle per la tonalità e per l'effetto (pitch e modulation wheel)
- 32 suoni di memoria per le sonorità preprogrammate, a cui si aggiungono quelle su cartridge contenente una EPROM 27(c)256 programmata dallo strumento stesso
- Porta MIDI priva della funzione OMNI, ancora non adottata all'epoca e con risposta alla velocità col livello massimo a 99 nonostante il limite MIDI sia 127
- I 2 integrati di sintesi, nella serie del Dicembre 1985, sono: YM2128 ed YM2129, il microcontrollore principale è il 6303 e sulla piastra di alimentazione di rete non ci sono protezioni contro le variazioni di tensione che è a 220 V.

## Il modello MkII
Fra il 1987 e il 1989 furono prodotte tre versioni del modello Mark II:
DX7s, più simile al DX7 prima serie, ma con 64 locazioni di memoria per le patch e DAC a 15 bit, quindi timbrica meno rumorosa e maggiore dinamica
DX7-IID con le seguenti migliorie:
- Modalità layer e split
- Uscite stereo, con panning programmabile o automatico delle singole voci
- I delicati pulsanti a membrana sono sostituiti da pulsanti ad azione meccanica, più robusti
- Display alfanumerico da 2 righe di 40 caratteri, più doppio display a 7 segmenti per il numero delle patch
- Doppio slider per il data entry
- Fractional Scaling: possibilità di programmare una scalatura progressiva ogni tre note, per emulare gli strumenti acustici
- Temperamento, selezionabile fra equabile, naturale e pitagorico
- Unisono sia mono che polifonico fino a 4 voci, alterabili con detune per ottenere un suono più corposo
- Pitch bend programmabile per poter agire solo sulla nota più bassa o più alta; controllabile anche da aftertouch e breath controller
- Possibilità di memorizzare fino a 32 performances (combinazioni di patch e parametri espressivi)
- Glissando con intervalli programmabili da una nota ad una ottava
- 16 LFO con possibilità di funzionamento asincrono per effetti di ensemble più realistici

DX7-IIFD come il DX7-IID ma con in più un floppy drive da 3,5"

## Musicisti
Si tratta di uno strumento onnipresente nel pop degli anni ottanta. Di seguito solo alcuni esempi di musicisti che ne hanno fatto uso in prima persona o attraverso i loro tastieristi:
- A-ha
- Al Jarreau
- Alphaville
- Atmosphere
- Banco del Mutuo Soccorso
- Beastie Boys
- Bill O'Connell
- Bon Jovi
- Brian Eno
- Carla Bissi
- Chester D. Thompson dei Santana
- Chicago - (nel brano Hard Habit To Break tratto dall'album Chicago 17).
- Chris Ingles degli Shadow Gallery
- Christine McVie dei Fleetwood Mac
- David Paich
- David Sancious
- Depeche Mode
- Devo
- Dire Straits
- Earth, Wind & Fire
- Eiffel 65
- Electro Reverse
- Enya
- Fabio Badalamenti
- Franco Battiato
- Front 242
- Geddy Lee dei Rush
- Gen Rosso
- George Duke
- Harold Faltermeyer nel brano Axel F
- Herbie Hancock
- Howard Jones (soprattutto nel primo album)
- I Nomadi
- Jan Hammer usò il DX7 per la colonna sonora della serie Miami Vice
- Jean-Michel Jarre usò il DX7 nel suo album Zoolook
- Jens Johansson degli Stratovarius
- Joe Vannelli (per Gino Vannelli)
- John Lawry dei Petra
- Jordan Rudess dei Dream Theater
- Kavinsky
- Kitaro
- Kim Wilde
- Kool & The Gang
- Kraftwerk
- Les Misérables (musical)
- Max MC Costa
- Madonna
- Magne Furuholmen degli A-ha
- Matia Bazar
- Matt Bianco
- Michael Jackson
- Midge Ure
- Midnight Star[1]
- Mike Lindup dei Level 42
- Mike Post
- Nine Inch Nails (usarono il DX7 sia in studio sia durante le esibizioni live)
- Observe & Control
- Patrick Moraz dei The Moody Blues
- Paul Young e Adrian Lee dei Mike + The Mechanics
- Pet Shop Boys
- Pete Bardens usò il DX7 nel suo album Seen One Earth
- Phil Collins
- Philip Glass nel 2°, 3° e 5° movimento di Glassworks
- Pooh
- Queen
- Richard Tandy degli Electric Light Orchestra
- Rocco Tanica
- Ryūichi Sakamoto
- Scooter
- Steve Porcaro
- Stevie Wonder
- Sting
- Stock, Aitken & Waterman
- Stratovarius
- Sun Ra
- Talking Heads
- Tangerine Dream
- The Cure
- Thompson Twins
- Tina Turner (soprattutto nell'album Private Dancer)
- Tom Coster
- Tony Banks dei Genesis
- Tony Kaye degli Yes
- Toto (che collaborarono addirittura alla produzione di una cartridge con alcuni dei loro suoni)
- citato in "Cool Dry Place" dei Traveling Wilburys
- U2
- Ultravox
- Underworld
- Van Halen
- Whitney Houston (tutti i suoi grandi successi usano la DX7 come intro, outro e accompagnamento generale)
- BBC Radiophonic Workshop
- Startled Insects
- VOCALOID Si vede nel PV di Kocchi Muite Baby che Hatsune Miku prende un DX7 della Yamaha
- Rhianna Piper
- Yes (nell'album 90125 del 1983 la DX7 viene utilizzata copiosamente)
- 99 Posse Si vede nel video Cattivi Guagliuni
- Sesax Dee Dj Produttore

## Curiosità
Nel film Mostri contro alieni il presidente degli Stati Uniti, come primo contatto, esegue con una DX7 prima il tema di Incontri ravvicinati del terzo tipo, steccando l'ultima nota, e poi il tema di Beverly Hills Cop. Il vestito di Hatsune Miku raffigura elementi riconducibili a questo modello di Yamaha oltre alla DX100